# Ganbare Genki
Do Your Best Genki (яп. がんばれ元気 Ganbare Genki) — манга в жанре спокон, автором которой является Ю Кояма. В 1977 году произведение получило премию манги Shogakukan как лучшая сэйнэн-манга.
Позже на основе сюжета манги студией Toei Animation был выпущен аниме-сериал, который транслировался по телеканалу Fuji TV с 16 июля 1980 по 1 мая 1981 года. Всего было выпущено 35 серий аниме.

## Сюжет
Главный герой Хогирути Гэнки — 5-летний мальчик, который лишился своей матери после рождения. Его отец был известным боксёром и мечтал стать чемпионом. Гэнки восхищался своим отцом и тоже мечтал стать боксёром. Однако отец погибает. Так мальчика на воспитание забирают бабушка и дедушка, которые не хотят, чтобы судьба мальчика была связана с боксом, однако Гэнки тайно продолжает тренироваться, не оставляя мечты стать чемпионом. Его начинает обучать Асикива — чемпионка по боксу в средней школе, которая в то же время очень похожа на покойную мать Гэнки.

## Роли озвучивали
- Тосико Фудзита — Гэнки Хоригути
- Макио Иноуэ — Хидэки Хиругути
- Кацудзи Мори — Кэндзи Сэки
- Кадзуко Сугияма — Юко Асикава
- Сюити Икэда — Эидзи Мисима
- Хироси Масуока — Кацудзо Яматани
- Кэико Хан — Томоко Исида
- Хироси Отакэ — Эйкити Нагано
- Тору Фуруя — Такаси Кадзан
- Итиро Нагаи — Кисабуро Танума